# Stan nagłego zagrożenia zdrowotnego
Stan nagłego zagrożenia zdrowotnego – stan polegający na nagłym lub przewidywanym w krótkim czasie pojawieniu się objawów pogarszania zdrowia, którego bezpośrednim następstwem może być poważne uszkodzenie funkcji organizmu lub uszkodzenie ciała, lub utrata życia, wymagający podjęcia natychmiastowych medycznych czynności ratunkowych i leczenia.